# Mùa bão Tây Bắc Thái Bình Dương 1900
Mùa bão Tây Bắc Thái Bình Dương 1900 là một sự kiện mà theo đó các xoáy thuận nhiệt đới hình thành ở vùng phía Tây Bắc của Thái Bình Dương trong năm 1900. Vào năm 1900, có 23 xoáy thuận nhiệt đới đã được quan sát thấy ở Tây Bắc Thái Bình Dương - phía bắc đường xích đạo và phía tây của Đường Ngày Quốc tế. Trong đó khu vực của thế giới, lốc xoáy đạt được sức gió ít nhất 118 km / h (74 mph) được gọi là bão. Trong số 23 cơn bão, 13 cơn bão cuồng phong đã được đài quan sát Hồng Kông theo dõi. Hoạt động mùa bão xảy ra từ tháng 1 đến tháng 12, mặc dù phần lớn các cơn bão được hình thành từ tháng 6 đến tháng 11
Vào tháng 7, một cơn bão đi qua Đài Loan (được gọi là Formosa) đã làm hư hại hơn 1.000 căn nhà và để lại 10 người tử vong. Vào ngày 19 tháng 8, một cơn bão di chuyển qua phía tây Nhật Bản đã làm 51 người thiệt mạng khi nó phá hủy một đội tàu đánh cá. Vào tháng 9, một cơn bão ở Nhật đã làm 3 người ở Tokyo và một người ở Ono. Một loạt cơn bão đổ bộ vào Việt Nam (được gọi là An Nam) từ tháng 9 đến tháng 11, lần đầu tiên trong số đó đã gây ra 1.600 người chết khi nó vào khu vực vào ngày 29 tháng 9. Một cơn bão cuối năm tấn công Hồng Kông vào ngày 10 tháng 11, lật đổ 270 chiếc thuyền, và giết chết hơn 200 người. Vào ngày 13 tháng 11, Guam được coi là cơn bão dữ dội nhất, ghi được ít nhất là áp suất thấp nhất trong tâm bão là 923 mbar (27,3 inHg). Những trận gió mạnh đã tàn phá Guam gần như toàn bộ các phần của hòn đảo và tàn phá một số thị trấn nhỏ, dẫn đến hơn 100 người chết